# Marquette (Kansas)
Marquette és una població dels Estats Units a l'estat de Kansas. Segons el cens del 2000 tenia 542 habitants.

## Demografia
Segons el cens del 2000, Marquette tenia 542 habitants, 243 habitatges, i 157 famílies. La densitat de població era de 581,3 habitants/km².
Per edats la població es repartia de la següent manera: un 22,1% tenia menys de 18 anys, un 6,6% entre 18 i 24, un 29% entre 25 i 44, un 24,5% de 45 a 60 i un 17,7% 65 anys o més.
L'edat mediana era de 41 anys. Per cada 100 dones de 18 o més anys hi havia 90,1 homes.
La renda mediana per habitatge era de 35.938 $ i la renda mediana per família de 44.531 $. Els homes tenien una renda mediana de 30.000 $ mentre que les dones 20.208 $. La renda per capita de la població era de 17.965 $. Entorn del 3,8% de les famílies i el 5,6% de la població estaven per davall del llindar de pobresa.

## Poblacions més properes
El següent diagrama mostra les poblacions més properes.